# Remigia philippiensis
Remigia philippiensis är en fjärilsart som beskrevs av Embrik Strand 1917. Remigia philippiensis ingår i släktet Remigia och familjen nattflyn. Inga underarter finns listade.